# Кривава лють
Кривава лють (англ. Blood Rage) — американський фільм жахів.

## Сюжет
Тодд і Террі близнюки. Вони милі, веселі і однакові у всіх відносинах, за винятком одного. Одним з них є вбивцею. Це починається одного разу вночі у відкритому кінотеатрі для автомобілістів, коли був убитий підліток на задньому сидінні свого автомобіля під час перегляду філму зі своєю подругою. Тодд був визнаний винним у жахливому злочині і замкнений в психіатричній лікарні. Пройшли роки, Террі живе щасливо зі своєю матір'ю. Все в порядку до тих пір поки вони не отримали звістку, що Тодд втік з лікарні. Кошмар починається знову.

## У ролях
- Луїза Лессер — Медді
- Марк Сопер — Тодд / Террі
- Маріанн Кантер — доктор Берман
- Джулі Гордон — Карен
- Джейн Бентцен — Джулі
- Білл Кекміш — Maddy's Date
- Дена Дрешер — дівчинка
- Джеймс Фаррелл — Арті
- Ед Френч — Білл
- Вільям Фуллер — Бред
- Бред Леленд — хлопець
- Джеррі Лу — Бет
- Чад Монтгомері — Грегг
- Тед Реймі — продавець презервативів
- Ліза Рендолл — Андреа
- Ділан Ріггз — Слешер
- Ребекка Торп — дівчина
- Даг Вайзер — Джекі